# Parlami d'amore Mariù (album)
Parlami d'amore Mariù è un doppio album dal vivo del cantautore italiano Giorgio Gaber, pubblicato nel 1987.
È la registrazione dello spettacolo omonimo effettuata al Teatro Smeraldo di Milano il 7, 8 e 9 maggio 1987.

## Tracce
Testi di Gaber e Luporini, musiche di Gaber, eccetto ove indicato.
Disco 1
1. Parlami d'amore Mariù (introduzione) - 1:48 (testo: Neri - musica: Bixio)
2. Piccoli spostamenti del cuore - 11:10
3. Un alibi - 4:00
4. Addirittura padre - 13:40
5. La gente è di più - 5:40
6. Addio Cristina - 16:18
7. I soli - 4:54

Disco 2
1. Falso contatto - 12:50
2. E tu non ridere - 5:15
3. L'insolito commiato del Sig. Augusto - 12:34
4. L'uomo che sto seguendo - 4:04
5. Cortese per gli ospiti - 15:28
6. Parlami d'amore Mariù - 3:20 (testo: Neri - musica: Bixio)
7. Isteria amica mia - 4:05

## Formazione
- Giorgio Gaber - voce
- Carlo Cialdo Capelli - pianoforte

### Produzione
- Fabio Citterio - ingegneria del suono
- Paolo Bocchi - missaggio